# Boș, Hunedoara
Boș este un sat ce aparține municipiului Hunedoara din județul Hunedoara, Transilvania, România.

## Imagini

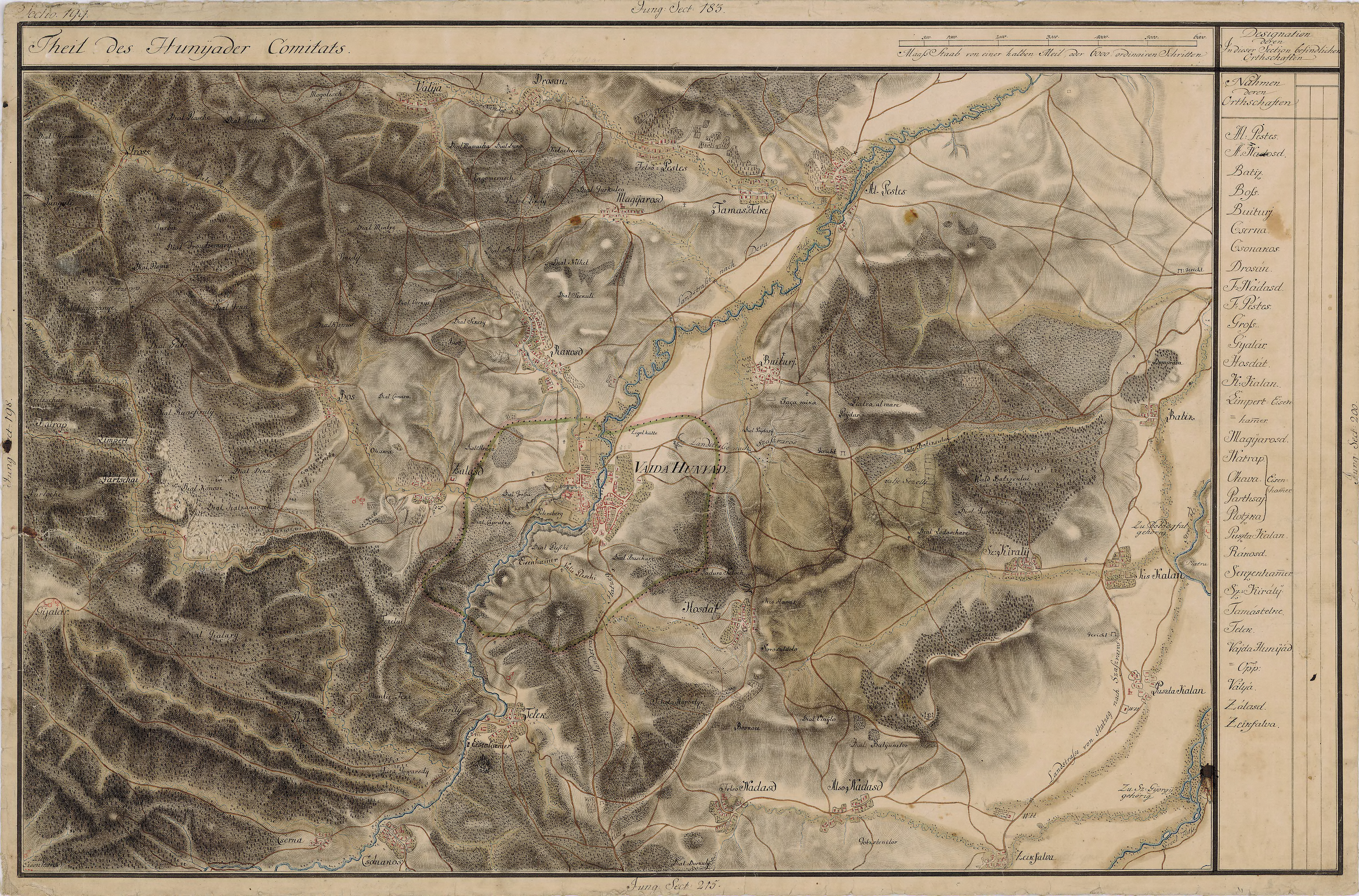
Boș în Harta Iosefină a Transilvaniei, 1769-1773